# Державний фонд винаходів України
Державний фонд винаходів України – державна організація, що від імені держави та в її інтересах виконує функції власника патентів на винаходи, які передані відповідно до чинного законодавства у власність держави.